# Diorama (film)
Diorama è un film del 2022, diretto da Tuva Novotny.

## Trama
Il film segue la storia d'amore tra Frida e Björn: dalla passione iniziale poi il matrimonio ed infine la vita di famiglia visto tutto da una prospettiva scientifica.

## Distribuzione
Il film è stato distribuito sulla piattaforma Netflix dal 07 settembre 2022.